# Peski Malyye Barsuki
Peski Malyye Barsuki är en öken i Kazakstan.   Den ligger i oblystet Aqtöbe, i den västra delen av landet, 900 km sydväst om huvudstaden Astana.